# Heleșteni
Heleșteni est une commune roumaine située dans le județ de Iași.